# Graph Modelling Language
Pour les articles homonymes, voir GML.
Graph Modelling Language (GML) est un format de fichier hiérarchique basé sur l'ASCII et décrivant les graphes.
Il est convertible en format graphviz (.dot, .gv) sous Linux avec la commande gml2gv.